# Distrito de Pedasí
El distrito de Pedasí es un distrito de la provincia de Los Santos, en Panamá. Con una superficie de 378,1 km² contaba con una población de 4.275 habitantes y una densidad poblacional de 11,3 hab/km² según datos del censo del 2010.

## Corregimientos
Pedasí está conformado por cinco corregimientos, que son los siguientes:
| Corregimiento | Población | Superficie (km²) | Densidad (hab/km²) | Ubicación                                                 |
| ------------- | --------- | ---------------- | ------------------ | --------------------------------------------------------- |
| Pedasí        | 2.410     | 114,3            | 21,1               | Pedasí Purio Mariabé Los Asientos Oria Arriba Isla Iguana |
| Los Asientos  | 755       | 90,7             | 8,3                | Pedasí Purio Mariabé Los Asientos Oria Arriba Isla Iguana |
| Mariabé       | 319       | 45,9             | 3,9                | Pedasí Purio Mariabé Los Asientos Oria Arriba Isla Iguana |
| Purio         | 494       | 24               | 20,6               | Pedasí Purio Mariabé Los Asientos Oria Arriba Isla Iguana |
| Oria Arriba   | 297       | 103,2            | 2,9                | Pedasí Purio Mariabé Los Asientos Oria Arriba Isla Iguana |

## Historia
Asentamientos humanos en la península de Azuero, donde se encuentra Pedasí, datan de hace 11,000 años hasta hace 4500 años, basado en artefactos precolombinos y otras pruebas arqueológicas recuperadas de varios sitios en la península. Los colonizadores españoles llegaron en el siglo XVI, eliminando o desplazando en gran medida a las poblaciones indígenas existentes.

## Geografía
El pueblo de Pedasí, cabecera del distrito del mismo nombre, se encuentra localizado al sureste de la provincia de Los Santos. Su geografía está compuesta básicamente por llanuras. Cuenta con grandes extensiones de playas como El Arenal, El Toro, La Garita y Los Destiladeros, entre otras.[cita requerida]
Isla Iguana es un refugio de vida silvestre, isla a la que se puede llegar en un paseo en barco de 20 minutos desde la playa El Arenal. La isla, de 52 hectáreas, está rodeada por un arrecife de corales, que le da playas de arena blanca: playa El Cirial (252 metros de largo) y playita del Faro (37 metros de largo). El refugio es el hogar de más de 62 especies de aves, y un importante sitio de anidación de la fragata (Fregata magnificens), con una población de más de 5000. La isla también alberga varias especies de reptiles, incluyendo la iguana negra (Ctenosaura similis) que da nombre a la isla. Igualmente dispone de un área marina, incluyendo 40 hectáreas de un canal para la migración de las ballenas jorobadas (Megaptera novaeangliae) entre junio y octubre, y uno de los mejor preservados arrecifes de coral en Panamá. El arrecife es hogar de una gran variedad de peces, rayas, anguilas y tortugas marinas.